# Skinheads (film)
Skinheads (Romper Stomper) è un film del 1992 scritto e diretto da Geoffrey Wright con protagonisti Russell Crowe, Daniel Pollock e Jacqueline McKenzie.
La storia si incentra sul triste fenomeno del razzismo in Australia e di come la classe operaia bianca trovi sfogo al suo disagio nell'intolleranza. Il film, che provocò una notevole reazione dei mass media australiani, ottenne nove nomination all'edizione 1992 degli Australian Film Institute Awards, vincendo nelle categorie "Miglior sonoro", "Miglior attore protagonista" (Crowe) e "Miglior colonna sonora".
L'attore Daniel Pollock (Davey) si è suicidato lanciandosi da un treno in corsa poco prima del debutto cinematografico della pellicola. Tra i motivi del folle gesto, mai del tutto chiariti, sono stati messi in luce la sua dipendenza dall'eroina e il trauma causato dalla rottura con Jacqueline McKenzie, co-protagonista nel film. Per conservare il ricordo dell'amico, Crowe ha scritto e cantato la canzone The Night That Davey Hit the Train.

## Trama
A Melbourne, nel quartiere popolare di Footscray, agisce un gruppo di skinhead capitanato dallo spavaldo e carismatico Hando e dal suo migliore amico Davey. La vita dell'intera comitiva subisce tuttavia un brusco cambiamento  dell'incontro in un pub tra Hando e Gabrielle, una ragazza appena scappata dal suo instabile ex.
Alcuni giorni dopo, alcuni Skin88 di Canberra si uniscono alla banda. Dopo aver organizzato una festa, i giovani scoprono che il bar  del loro quartiere, per anni in gestione ad una famiglia australiana e loro abituale luogo di ritrovo, è stato venduto a dei vietnamiti: armati quindi di spranghe, catene e armi bianche varie , la banda effettua un raid ferendo gravemente due figli dell'imprenditore immigrato. Sul finire della missione punitiva, tuttavia, il terzo fratello chiama alcuni suoi amici e, poco tempo dopo, sono gli asiatici che, armati di mazze e , costringono gli uomini di Hando alla fuga. Scampati al peggio, gli skinheads si rifugiano nel loro covo, ma vengono presto raggiunti dai giovani vietnamiti, che danno fuoco al posto e  alcuni ragazzi del gruppo. L'indomani i neonazisti  e iniziano a pianificare un contrattacco decisivo.
Hando, nel frattempo, ha iniziato una relazione con Gabrielle, ma quando questa viene colpita da un attacco di epilessia il giovane tronca la loro storia, mentre Davey comincia a mostrare un interesse sempre crescente per la ragazza. Il gruppo, amareggiato dai fatti accaduti e desideroso di vendicarsi, viene aizzato da Gabrielle a rubare nella villa di Martin, un ricco uomo di sua conoscenza, così da procurarsi i soldi per acquistare delle armi da fuoco. La notte seguente la villa viene quindi messa a soqquadro e la ragazza rivela che l'uomo è suo padre, giustificando l'azione vandalica come una vendetta per gli anni di violenza da lui subìta.
Il piano comunque fallisce, poiché l'uomo riesce a liberarsi dalla prigionia in cui il gruppo l'aveva costretto e ad armarsi di una pistola, costringendoli ad una fuga rocambolesca e per di più senza alcuna refurtiva. Tornati al magazzino Hando e Gabrielle litigano furiosamente e; Davey le dà il suo indirizzo di casa e lascia anche lui il gruppo. Gabrielle, una volta sola, fa una soffiata alla polizia, svelando il covo della banda , per poi recarsi da Davey, facendoci l'amore e rivelandogli di amarlo venendo ricambiata.
Al magazzino la polizia arresta tutti i neonazisti, uccidendo anche il giovanissimo Bubs; Hando  non può fare a meno di piangere l'amico e scappare in preda al panico. Il mattino successivo si presenta a casa di Davey, che scopre a letto con Gabrielle:, ma i due forniscono un alibi che Hando non riesce a contrastare. I tre, quindi, decidono di partire alla volta di Adelaide.
I tre rapinano il posto prefissato e Hando uccide senza alcun motivo apparente il cassiere, prendendo tutto il denaro in cassa.
Guidando  per tutta la notte, i tre decidono poi di sostare presso una spiaggia, dove Hando discute con l'amico la possibilità di abbandonare Gabrielle e di fuggire dall'Australia. La ragazza origlia la conversazione e, furibonda, dà fuoco all'auto di Hando, urlando in preda all'ira di aver chiamato lei la polizia.
Lo Skin88, furioso anch'egli, inizia a strangolare la ragazza, ma a questo punto interviene Davey, che per difenderla accoltella l'amico con un pugnale nazista che aveva acquistato con un contributo proprio di Hando. Questi muore subito dopo dissanguato, mentre Davey si china su Gabrielle consolandola e un gruppo di turisti giapponesi assiste alla scena.

## Realizzazione
Dopo una parte della propria carriera passata come critico cinematografico, Geoffrey Wright realizza delle interviste a dei ragazzi che sono stati appartenenti a delle gang di teppisti skin88 e dalle loro esperienze stende la sceneggiatura di Romper Stomper.
Come protagonista viene scritturato l'esordiente Russell Crowe e le riprese durano qualche mese.
Alla sua uscita, Skinheads suscita scandalo per l'esplicita violenza e le scene di sesso piuttosto spinte, ma ottiene anche buone critiche che consacrano Wright come uno dei migliori registi australiani della sua generazione.
Il film, inoltre, trae ispirazione ed è stato paragonato al leggendario capolavoro di Stanley Kubrick Arancia meccanica.